# La môme Moineau
Pour les articles homonymes, voir La Môme (homonymie).
Ne pas confondre avec « La môme Piaf », premier nom de scène d'Édith Piaf
Lucienne Suzanne Dhotelle, née Lucienne Suzanne Vreurick, dite la môme Moineau, est une chanteuse française des années 1920, née le 15 janvier 1908 à Reims et morte le 18 janvier 1968 à Neuilly-sur-Seine (à l'hôpital américain de Paris). Elle est aussi connue sous le nom de Lucienne Garcia.

## Biographie
Lucienne Vreurick naît le 15 janvier 1908, rue Simon à Reims, dans l’ancienne abbaye Saint-Remi transformée en hôpital civil depuis 1905. Elle est la fille naturelle d'Henriette Isabelle Vreurick, marchande ambulante, originaire de La Rochelle, alors âgée de 21 ans et domiciliée 12, rue des Moulins. Son père, Lucien Gaston Dhotelle, natif de Saint-Quentin, lui aussi marchand ambulant, la reconnaît le 23 janvier.
Elle mène quelques mois une existence nomade avec ses parents, puis après leur séparation, s'installe en région parisienne avec sa mère. Celle-ci, marchande de fleurs, s'y marie une première fois en 1910, avec un dénommé Jean Garcia. Son père, resté à Saint-Quentin, y fonde une nouvelle famille.
Vendeuse de fleurs, à Paris, dans les boîtes de nuit de Montmartre et de Montparnasse, elle est abordée en 1924 par le couturier Paul Poiret, alors qu'elle vend des violettes dans la rue, devant le Fouquet's. Il la prend sous son aile, l'habille et la fait travailler comme mannequin. Elle continue néanmoins de vendre des fleurs dans la rue, avec sa sœur Nénette, en poussant la chansonnette. Nelson Fyscher, qui tient un cabaret rue d'Antin, la remarque et lui trouve son nom de scène : la môme Moineau. Le directeur de l'Olympia Paul Franck la fait débuter dans un tour de chant en 1924. Sa gouaille et son irrévérence séduisent le public et elle devient rapidement une chanteuse à succès. Elle se produit régulièrement au Liberty's, un cabaret de la place Blanche à Pigalle, un temps tenu par Louis Leplée.
En 1926, à la demande du producteur américain LeeShubert (en), Fyscher crée une revue à Broadway avec plusieurs comédiens français, parmi lesquels figurent la môme Moineau, Lucienne Boyer, Germaine Lix ou encore Henri Garat. Le spectacle rencontre un grand succès et se joue neuf mois.
Déjà bien installée par sa carrière et financièrement aisée, Lucienne Dhotelle fait la connaissance à New York du richissime Felix Benitez Rexach, ingénieur et homme d'affaires portoricain, qui l'épouse en 1929. Son mariage sonne la fin de sa carrière de chanteuse. Devenue milliardaire et l'une des femmes les plus riches du monde, elle fait surtout parler d'elle à la rubrique mondaine. Elle est propriétaire d’un yacht somptueux, d'un avion privé (un Douglas DC-3), des villas « Carmen » à Maisons-Laffitte et « Bagatelle » à Cannes. Elle fréquente la jet set, croise la route de personnalités parfois sulfureuses, comme le playboy Porfirio Rubirosa ou le dictateur dominicain Rafael Trujillo, dont elle devient une bonne amie. Nommée ambassadrice culturelle de la République dominicaine à l'étranger, son rôle précis dans la propagande du gouvernement Trujillo n'a jamais été clairement établi. 
Habituée des casinos de la Côte d’Azur, elle est victime du vol de ses fabuleux bijoux à l'hôtel de la Vieille Fontaine à Maisons-Laffitte. L'incident défraye la chronique. En 1986, Roger Borniche en tire un roman policier, L'Affaire de la Môme Moineau, publié chez Grasset. En 2006, dans la biographie qu'il lui a consacrée, Michel Ferracci-Porri révèle qu'elle avait elle-même organisé un faux cambriolage pour toucher l’assurance,.
La môme Moineau repose auprès de son mari Felix au vieux cimetière de San Juan à Porto Rico, dans une tombe de style temple grec en marbre noir.

## Discographie
- Sans un, disque 78 tours Gramophone K.16439 Jean Lenoir, 1926
- La Java de minuit, disque 78 tours Gramophone K.7439, 1932
- L'Accordéon ; La Java de minuit, disque 78 tours Eldorado L.2008, enregistré en octobre 1933
- Entre Saint-Ouen et Clignancourt, 1936